# Tarumanagara
Vương quốc Tarumanagara （tiếng Indonesia: Kerajaan Tarumanagara） là một nhà nước của người Sunda theo đạo Hindu từng tồn tại ở Tây Java. Vương quốc này cũng có lúc được gọi tắt là Taruma (Kerajaan Taruma). Nhờ lợi thế vị trí địa lý tiếp giáp với phía đông eo biển Sunda, nhà nước này đã trở nên thịnh vượng nhờ thương mại hàng hải. Tên nhà nước này, có thuyết cho rằng bắt nguồn từ Chitaruma, tên một dòng sông ở Tây Java. Chi trong tiếng Sunda nghĩa là "nước", "dòng sông", còn taruma nghĩa là "xanh". Kinh đô của nó có lẽ vào khoảng cạnh cảng Jakarta ngày nay.

## Sử liệu

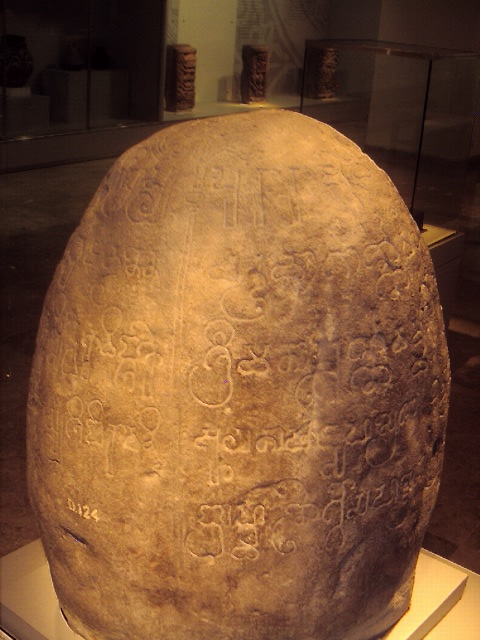
Prasasti (bia ký) Tugu, hiện trưng bày tại Bảo tàng Quốc gia Indonesia.

Người ta đã phát hiện ra 7 bia ký bằng đá có liên quan đến Tarummanagara, trong đó 5 tấm được tìm thấy ở lân cận Bogor, 1 tấm (bia Tugu) được tìm thấy ở ngoại ô phía đông Jakarta, và 1 tấm nữa được tìm thấy ở ngoại ô phía nam Pandeglang, Banten.
Bia Tugu viết bằng tiếng Phạn ký tự Pallawa kể lại công việc trị thủy của vua Purnawarman. Vị vua này đã cho đào hai con kênh để thoát nước sông ra biển, tránh lụt lội vào mùa mưa. Một bia ký ở Bogor thì kể lại chiến công của vua Purnawarman, và một bia khác (Ciaruteun) đồng nhất vua Purnawarman với thần Vishnu.
Sử liệu Trung Quốc cũng đề cập đến nước này. Nhà sư Pháp Hiển trên đường từ Sư Tử Quốc (Sri Lanka) trở về tổ quốc đã ghé qua Tây Java và ông nhắc đến trong tác phẩm Phật quốc ký của mình một nước là Gia Bà Đề (耶婆提) mà ở đó có rất nhiều vị Bà la môn chứ không thấy sư sãi. Người đời sau suy diễn Gia Bà Đề liên quan đến Java. Sử Trung Quốc thế kỷ 5 ghi lại sự kiện nước Ha La Đan (訶羅単). Cái tên này được cho là phiên âm ra chữ Hán từ tên của dòng sông Ciaruteun (tức sông Citarum) và thời xưa xứ đó đồng nghĩa với nước Tarumanagara. Ngoài ra, sử Trung Quốc thế kỷ 7 (Thông điển và Tân Đường thư) có ghi lại một nước là Đa La Ma (多羅磨), có thể đó chính là Tarumanagara.

## Suy vong
Năm 650, Tarumanagara bị Srivijaya tấn công và từ đó, ảnh hưởng của nước này tới các nhà nước láng giềng bị suy yếu. Năm 669, vị vua trẻ tuổi Tarusbawa lên nối ngôi. Một nhân vật có thế lực tên là Wretikandayun được sự hậu thuẫn của vua nước Kalingga đòi vua Tarusbawa phải chia sẻ giang sơn cho mình. Do thế yếu và không muốn có chiến tranh, vua Tarusbawa chấp nhận chia đôi đất nước với Wretikandayun, lấy sông Ciaruteun làm ranh giới. Wretikandayun lập ra vương quốc Galuh trên phần đất phía tây dòng sông. Trên phần còn lại, Tarusbawa lập nên vương quốc Sunda.